# Neolophonotus margaracta
Neolophonotus margaracta là một loài ruồi trong họ Asilidae. Neolophonotus margaracta được Londt miêu tả năm 1988. Loài này phân bố ở vùng nhiệt đới châu Phi.